# 하플로그룹 R (mtDNA)
하플로그룹 R은 인류 미토콘드리아 DNA 하플로그룹의 일종이다. 사하라 이남 아프리카를 제외한 모든 지역에 널리 분포하며, 남부 경로 대확장이 일어나고 얼마 지나지 않은 약 65,000년 전에 하플로그룹 N에서 일찍이 분기되어 나와 호모 사피엔스 인구가 유라시아로 빠르게 확장함과 동반하여 퍼진 것으로 보인다.

## 분포

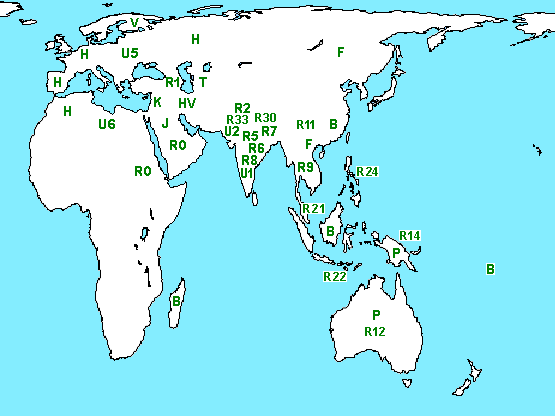
R과 하위그룹의 대략적 분포

모계 하플로그룹 R 및 그 파생 그룹들은 지역별로 차이는 있으나 유라시아, 아메리카, 오스트레일리아, 북아프리카, 동북아프리카의 각지에 걸쳐 넓게 분포한다.
특히 남아시아의 원주민들에게서 분기가 오래되고 조밀하게 나타난다는 점에서 초기 발생 당시 남아시아에서 동남아시아에 걸친 해안 지역을 거친 후 확장했을 가능성이 제시된다. 최근공통조상 연구 등을 통한 추정치로는 하플로그룹 L3으로부터 하플로그룹 N이 파생된지 오래 지나지 않아 R이 발생하였는데, L3에서 하플로그룹 M이 파생된 시기보다도 훨씬 이른 것으로 보인다.
기저형인 R*은 소코트라섬, 동북아프리카, 중동, 근동, 아라비아 반도에서 1% 내외로 발견된다. 시베리아에서 발견된 약 45,000년 전의 유골 Ust'-Ishim man에서도 R*(구 명칭 U*)이 검출되었다.

## 하위 분기
- R0 (pre-HV)
  - R0a: 아라비아 반도를 중심으로 고빈도
  - HV: 유라시아 서부에 주로 분포
    - HV0
      - Hv0a
        - V: 유럽 전체에 낮은 빈도로 분포하며, 서북아프리카에도 분포. 북유럽의 사미인에게서 가장 높게 나타남.

    - HV1
    - HV2
    - HV3
    - H: 주로 유럽에 분포하며, 유럽에서 가장 흔한 하플로그룹.
- R1
  - R1a
    - R1a1: 카바르다인 등 북서캅카스어족 언어 관련 민족에게서 고빈도

  - R1b
- R2'JT (pre-JT)
  - R2: 발로치스탄
  - JT
    - J: 근동, 중동 지역에서 고빈도. 유럽, 북아프리카에서도 낮게 나타남.
    - T: 유럽, 중동, 중앙아시아. 카스피해 인근에서 특히 고빈도.
- R3: 아르메니아
- R5: 인도에서 고빈도
- R6'7 (16362)
  - R6: 남아시아
  - R7: 남아시아
- R8
- R9 (16304)
  - R9b: 동남아시아, 특히 말레이 원주민에게서 고빈도.
  - (249d)
    - R9c: 말레이시아, 타이완 원주민에게서 고빈도
    - F: 동아시아, 동남아시아
- R11'B (16189)
  - R11: 동아시아, 동남아시아에 드물게 분포. 특히 라후족에게서 고빈도.
  - B
    - B4: 동아시아, 동남아시아, 오세아니아, 아메리카 원주민
    - B5: 동아시아, 동남아시아

  - R24
- R12'21
  - R12: 오스트레일리아
  - R21: 말레이시아 네그리토 등
- R22: 니코바르 제도 원주민에게서 고빈도
- R30: 남아시아
- R31: 남아시아
- P: 오스트레일리아, 멜라네시아
- U: 중동, 유럽 등
  - U8
    - K: 중동, 유럽 등. 특히 아슈케나지 유대인에게서 고빈도.